# Рибарство у Републици Српској
Рибарство у Републици Српској је грана пољопривреде која за свој рад корсти вештачки изграђена или прилагођена водена површина намењена за узгој рибе, која се по потреби може празнити или пунити водом. За разлику од класичног пољопривредног земљишта за рибарство се користе подручја која су покривена водом, а на којем се ствара одређена биомаса. Та биомаса састоји се од фитопланктона, зоопланктона, макрофита и фауне бентоса. У систему копнених вода Републике Српске рибњаци заузимају посебно место, јер су под већим утицајем човека него било који други тип копнених вода. Обезбеђена инфраструктура рибњака за пуњење и претапање воде осигурава потпуну испражњење језера за време риболова. Током производње, рибњак се вештачки ђубри, а узгој рибе у рибњацима регулисан је Законом о заштити и одрживом коришћењу рибљег фонда.

## Рибарство РС у рибарству Босне и Херцеговине
Босна и Херцеговина има веома дугу традицију у узгоју слатководне рибе, пастрмке и шарана, с обзиром на значајно водно богатство које чини седам водних сливова, велики број речних и планинских језера, као и подземних вода. Мрестилишта и рибогојилишта у БиХ су бројна и раличитих су капацитета, површине и годишње производње. Према локалитету и врсти узгоја рибе рибњаци и рибогојилишта се деле на салмонидна, ципринидна и маринска. У сектору аквакултуре БиХ, најзначајније рибље врсте су: пастрмка (калифорнијска пастрмка, поточна пастрмка и поточна златовчица), шарани (шаран, амур, бијели главаш толстобик), те морске (лубин, орада и зубатац) као и мекушци (дагње и остриге).
Током 2015. године урађена је анализа сектора рибарства и аквакултуре у Босни и Херцеговини чију је израду финансирала Европска комисија, а имплементирао ФАО. Израђена секторска анализа је резултат заједничког рада домаћих и ФАО експерата, те представника надлежних институција у Босни и Херцеговини. 
Капацитети за производњу и експлоатацију рибе у БиХ, водно богатство, хидролошки као и еколошки услови, те физикално-хемијска својства водотока, изузетно развијена технологија како узгоја тако и прераде рибе, традиција у узгоју и производњи рибе као и константан раст извоза рибе,  представљају изузетне предуслове за повећање производње рибе.
Према грубој процени 65% производње пастрмке у БиХ се одвија на подручју Федерације, а 35% у Републици Српској. Готово цела производња шарана реализује се у Републици Српској. Производња морских врста концентрисана је у Неуму где постоје два кавезна узгајалишта укупне површине 0,36 ха. Укупна корисна површина инсталираних капацитета аквакултуре у БиХ износи око 3.113 ха. Величина објеката у експлоатацији рибе у Босни и Херцеговини за пастрмске рибњаке износе 91.026 м2 и шаранске рибњаке 2.278 ха. Просечна производња конзумне рибе у Босни и Херцеговини и износи око 5.000 тона.

## Опште информације
У људској исхрани риба има значајно место. Риба и производи од рибљег меса спадају у исту групу намирница у којој су јаја и разне врсте меса животиња за клање, као и њихови производи, јер имају доста сличности у погледу енергетске, хранљиве и биолошке вредности.
Што се тиче Републике српске, потрошњом рибе је знатно мања од оне на глобалном нивоу.  Према располођивим подацима, на хидрографском подручју комплетне Републике Српске произведе се око 4.500 тона конзумне рибе, што прерачунато по глави становника (1.300.000) представља потрошњу од око 3 кг годишње по глави становника. Много важније од податка о просечној потрошњи рибе је да та потрошња у Републици Српској  није равномерна, односно једнака у свим крајевима  земље, што је и разумљиво. Становништво које живи поред воде, далеко више једе рибу од оног које живи другом делу државе.. Међутим, те разлике су толико велике да се за добар део може рећи да рибу готово уопште не једе или је једе врло ретко.
Према расположивимводеним потенцијалима у Републици Српској, а на основу квалитета воде, постоје предуслови за интензивну производњу конзумне рибе, до нивоа од преко 8.000 тона топловодних и хладноводних врста риба (шаранских и пастрмских врста). 
Велике штете рибарству Републике Српске наносе птице  заштићене законом, које годишње униште око 140 тона разних врста и узраста рибе, што износи око 700.000 марака.
На хладноводним, односно салмонидним рибогојилиштима у Републици Српској гаји се углавном калифорнијска пастрмка. Доминира узгој у проточним објектима и кавезима. Патолошка стања која се најчешће срећу код ових врста су паразитске болести проузроковане флагелатама и цилијатама, као и бактеријске болести проузроковане са Yersinia ruckeri, Flavobacterium spp. и другим узрочницима.
На топловодним, ципринидним рибњацима гаји се већином шаран, амур и толстолобик. Код ових врста доминирају патолошка стања проузрокована променом квалитета воде и паразитске болести. Честе су миксоспоридиозе, дактилогирозе, инфекције пантљичарама, инфекције једноћелијским паразитима. Такође, није редак случај да се на оваквим рибњацима дијагностикују бактеријске и гљивичне болести.

## Обавезе корисника рибљег фонда
Сви корисници рибарског подручја ради очувања рибљег фонда као природног ресурса, издају ограничен број годишњих дозвола за привредни риболов утврђен програмом газдовања рибарским подручјем Републике Српске. Рибари који обављају привредни риболов мрежарским, удичарским и самоловним алатима у обавези су да не угрожавају јединке риба у периоду развића између завршетка метаморфозе ларви и стицања полне зрелости и животиње којима се рибе хране.
Ради заштите рибљег фонда, сваком од корисник рибарског подручја у Републици Српској може, уз сагласност министра пољопривреде, шумарства и водопривреде Републике Српске привремено, а најдуже на период од годину дана, забранити привредни риболов на одређеном делу рибарског подручја.

## Врсте и локације рибњака
Рибњаци су вештачки изграђена или прилагођена језера, која се по жељи могу празнити или пунити водом. У систему вода Републике Српске они заузимају посебно место, јер су под већим антропогеним утицајем него било који други тип копнених вода.
Сви рибњаци у Републици Српској класификовани су према разним факторима, на  топловодне или шаранске рибњаке, у којима се узгаја шаран као главна риба и хладноводне (који служе углавном узгој салмонида). и  Тип рибњака одређују климатски услови и квалитет воде, али и специфичност технолошког процеса и комплекс рибарско-техничких и интензификацијских мера, који осигуравају постизање максимално могућих приноса рибе. У овим рибњацима обезбеђена је оптимална средина за живот риба (повољно хидрохемијско стање), регулисањем и рационалним искоришћавањем биолошког кружног тока материје у води.

### Шарански рибњаци
Дубина воде у шаранским рибњацима креће се обично од 1 до 2 m. Због мале дубине у хемијским и биолошким процесима значајну улогу има температура воде. Оптимална температура воде креће се од 20 до 27 °C. Основни елементи у овим рибњацима чији недостатак може довести до негативних последица било на риби, било на другим организмима сматрају се: кисеоник, водоник, угљеник, азот, сумпор, фосфор, калијум, калцијум, магнезијум и гвожђе, а мање важни су натријум, хлор, флуор, силицијум, манган, јод и арсен.

#### Већи шарански рибњаци
Већи шарански рибњаци у Републици Српској, углавном су лоцирани у хидрографском региону града Бања Луке;

##### РибњакСаничани(Приједор)
Рибњак Саничани је од једног од најуспешнијих предузећа на овим просторима 2010-их постала пропале фирме и проблема за локалну заједницу у Приједору, након што је отишла у стечај.
Министарство пољопривреде Републике Српске заинтересовано је да Рибњак Саничани, настави производњу. Стечајна маса Рибњака процењена је на 18 милиона марака, а земљиште и објекти, који су раније припали банци, вредни су 2,2 милиона марака.

Министар пољопривреде, водопривреде и шумарства Републике Српске Борис Пашалић сматра да би било најбоље да се у...
...Рибнику Саничани организује производња рибе, јер постоји тржиште и ова риба је увек била интересанта тржишту. Постоје одлични услови за узгој, а ми имамо и подстицаје, помажемо и код изградње нових рибњака и код одржавања и производње са одређеним износом по килограму.

##### Бардача(Србац)
Рибњаком Бардача са 11 језера укупне површине 650 хектара,  газдује бањалучка фирма Агроимпекс.
Годишње  се излови  око 50 тона квалитетне конзумне рибе шарана, амура, толстолобика и друге врсте рибе просечне тежине од три до пет килограма и све пласирана на тржиште БиХ.  Из језера Брзајски површине 10 хектара изловљава се рибља млађ и пребацује  у зимовнике, одакле ће на прољеће бити пуштена у језера Ракитовац и Сињак које је површине 40 хектара.

#### Сијековац(Брод)
У рибњаку у Сијековцу произведе се и на тржиште пласирано између 270 и 300 тона рибе, углавном шарана, мања количина смуђа и амура.
Рибњак у Броду изграђен је 1980-их година на 720 хектара којим тренутно газдују два приватна предузећа. Предузеће “Рибарство-Брод“ које располаже са 380 хектара рибњака, сматра ову површину недовољном, јер тржиште Републике Српске већ годинама нема довољне количине рибе из властитог узгоја, а риба се увози из земаља у окружења.
Обзиром на ратом уништене објекте, рибњак је потребно реконструисати да би се остварила пројектована производња од око 500 тона.

#### Рибњак Прњавор
Предузеће “Рибњак” а.д. Прњавор газдује рибњаком површине од 638 ха и на тој површини производиод око 750 тона годишње, од чега је 500 тона конзумне рибе, а остатак чини производња рибље млађи.
Основне хидролошке карактеристике рибњака су:
- површина 700 ха,
- запремина 12,60 хм3,
- потребне количине воде: пуњење 12,6 хм3 /год, допуна 16,556 хм3/год, укупно 29,156 хм3 /год,
- средњи проток воде је 0,924 м3сек.
- захваћене количине воде за рибњак износе око 155 м3 /сек, односно 4.888.000 м3/год.

### Класични хладноводни рибњаци
Од класичних хладноводних рибњака, који подразумевају реализацију свих сегмената производње, од репродукције полно зрелих јединки до производње предконзумне и конзумне рибе, највећу производњу остварују рибњаци у:
- Коњицу,
- Благају (Мостару),
- Прозору,
- Бугојну,
- Језеру (Јајцу)
- Рибнику (Кључу).

## Полуинтензиван начин производње рибе
Поред класичне производње рибе, конзумно рибље месо могуће је произвести и на полуинтензиван начин, дотовљавањем претконзумних јединки топловодних и хладноводних врста риба на природним локалитетима. У Републици Српској поред класичних узгајалишта рибе веома мали број природних локација искоришћен  је за производњу рибе. 
Један од начина аквакултуре, или дотовљавања предкознумне рибе је  дотовљавање у кавезима. Овакав начин продукције присутан је у хидроакумулацији Бочац (Бања Лука). Поред кавезног система узгоја дотовљавање се  врши и на низ природних хидрографских локалитета, као нпр. у „бившим“ шљункарама, које су сада накупине воде, али где је квалитет воде и хидролошки режим задовољавајући. Слични локалитети такође се могу искористити у ту сврху (разне накупине воде). 
Поред тога дотовљавање рибе може да се врши у геотермалној води (овом водом обилује хидрографско подручје РС – Бања Лука, Лакташи, Бијељина, Теслић  и други).